# Irene Eastman
Irene Eastman, (Saint Paul (Minnesota), 1894. február 24. – Massachusetts, 1918. október 23.) amerikai énekesnő. Kiváló énekhangját arra használta, hogy a közönséget az őslakos kultúrára oktassa. Halála miatt − aminek okát akkoriban „spanyol náthánaknak” neveztek − elmélyítette szülei házasságában meglévő szakadékot.

## Pályafutása
Irene Eastman apja neves orvos, édesanyja fehér író, és pedagógus volt. Szülei Wounded Knee-ben ismerkedtek meg.
A szopránhangú éekesnő különböző helyszíneken énekelt, táncolt és mesét mondott − többek között a Buffalo Society of Natural Sciences Hampton Hampton Intézetében és történelmi társaságokban, közösségi csoportokban, operaházakban. Fellépésein bőrgyöngyökkel kiralott jelmezt viselt.
Zenéje nem egy adott bennszülött hagyományból származott, hanem az őslakos kultúrák összképét igyekezett felidézni a nem bennszülött közönség számára. „A történeteket klasszikus hangnemben tálalták, és különösen harmonikusan hangszerelték, megőrizve az összes csodálatra méltó indián hangulatot” – magyarázta egy 1915-ös cikk. Hamlin Garland költő, novellista azt írta Eastman édesanyjának, hogy „elbűvölő jelenléte és szeretnivaló hangja még a legunalmasabb hallgatóknak is felismerést nyújt a vad szépségről, amelynek megvan a maga helye egy olyan világban, amely szinte már eltűnt.”
Eastman 1918-ban, 24 éves korában halt meg influenzában, a világméretű influenzajárvány idején. Szülei nem sokkal Irene halála után elváltak. A Hood Museum of Art at Dartmouth College gyűjteményében látható egy Wallace Bryant olajfestmény Eastmanről.